# Многобородник монпелиенский
Многоборо́дник монпелие́нский, или Многоборо́дник монпельи́нский (лат. Polypogon monspeliensis) — типовой вид рода Многобородник (лат. Polypogon).

## Ареал
Изначально вид произрастал в Южной Европе, однако в настоящий момент он встречается повсюду как интродуцированный вид, иногда становясь злостным сорняком.

## Ботаническое описание
Однолетнее травянистое растение, достигающее высоты от 5 см до 1 м. Его мягкое, пушистое соцветие представляет собой густой, зеленоватый, перовидный, метёлкообразный колос, иногда разделённый на части. Колоски, образующие его, имеют длинные, тонкие, беловатые ости, придающие соцветию его характерную структуру.

## Синонимика
- Agrostis alopecuroides Lam.
- Agrostis crinita (Schreb.) Moench
- Agrostis panicea (L.) Aiton
- Agrostis tenuissima Vest ex Steud.
- Agrostis triaristata Knapp
- Alopecurus aristatus Gouan
- Alopecurus aristatus var. monspeliensis (L.) Huds.
- Alopecurus monspeliensis L.
- Alopecurus paniceus (L.) L.
- Milium paniceum (L.) Host
- Panicum aristatum Cav. ex Willk. & Lange
- Panicum tenuissimum Vest ex Steud.
- Phalaris aristata Gouan ex P.Beauv.
- Phalaris crinita Forssk.
- Phalaris cristata Forssk.
- Phleum crinitum Schreb.
- Phleum crinitum Roxb.
- Phleum monspeliense (L.) Koeler
- Polypogon alopecurus Bubani
- Polypogon crinitus (Schreb.) Nutt.
- Polypogon flavescens J.Presl
- Polypogon intermedius Guss. Ex Nyman
- Polypogon maritimus var. paniceus (L.) DC.
- Polypogon melillensis Sennen
- Polypogon monspeliensis f. argentinus Hack.
- Polypogon monspeliensis var. capensis Steud.
- Polypogon monspeliensis var. indicus Bhattacharya & S.K.Jain
- Polypogon monspeliensis f. nana Stuck.
- Polypogon nepalensis Nees ex Trin.
- Polypogon paniceus (L.) Lag.
- Polypogon polysetus Steud.
- Polypogon zeylanicus Nees ex Steud.
- Santia monspeliensis (L.) Parl.
- Santia plumosa Savi
- Vilfa alopecuroides (Lam.) P.Beauv.[1]